# Marco Giallini
Marco Giallini (ur. 4 kwietnia 1963 w Rzymie) – włoski aktor teatralny i filmowy.

## Życiorys
Na ekranie zadebiutował, mając już za sobą szereg ról teatralnych, w 1995 w obrazie L'anno prossimo vado a letto alle dieci w reżyserii Angelo Orlando. Następnie wystąpił w takich filmach, jak: Zapach nocy (L'Odore della notte), Almost Blue, Noworoczny koniec świata (L'ultimo capodanno) czy Namiętność (Non ti muovere) Sergio Castellitto. Wystąpił też w kilku serialach telewizyjnych. W 2010 był nominowany do nagrody Nastro d'Argento dla najlepszego aktora drugoplanowego za rolę Luigiego Mascolo w komedii Io, loro e Lara. Nagrodę przyznano mu dwa lata później za role zagrane w filmie Posti in piedi in paradiso w reżyserii Carlo Verdone oraz Gliniarze to dranie (ACAB – All Cops Are Bastards). W 2013 Giallini zagrał u boku Raoula Bovy w komedii Cześć, tato, w 2015 u boku Alessandro Gassmana w komedii Jak Bóg da.

## Nagrody i nominacje
- David di Donatello
  - 2010 - nominacja - Najlepszy aktor drugoplanowy - za rolę Luigiego Mascolo w Ja, oni i Lara (Io, loro e Lara, 2009)
  - 2012 - nominacja - Najlepszy aktor pierwszoplanowy - za rolę Domenico Segato w Posti in piedi in paradiso (2012)
  - 2012 - nominacja - Najlepszy aktor drugoplanowy - za rolę Mazingi w Gliniarze to dranie (ACAB – All Cops Are Bastards, 2012)
  - 2013 - nominacja - Najlepszy aktor drugoplanowy - za rolę Enzo w Cześć, tato (Buongiorno papà, 2013)
  - 2015 - nominacja - Najlepszy aktor pierwszoplanowy - za rolę Tommaso w Jak Bóg da (Se Dio vuole, 2014)
  - 2016 - nominacja - Najlepszy aktor pierwszoplanowy - za rolę Rocco w Dobrze się kłamie w miłym towarzystwie (Perfetti sconosciuti, 2016)

- Nastro d’argento
  - 2010 - nominacja - Najlepszy aktor drugoplanowy jako Luigi Mascolo w Ja, oni i Lara (Io, loro e Lara, 2009)
  - 2012 - Najlepszy aktor drugoplanowy jako Domenico Segato w Posti in piedi in paradiso (2007)

## Filmografia
- 1995: L'Anno prossimo vado a letto alle dieci jako policjant
- 1998: Noworoczny koniec świata (L'ultimo capodanno) jako Enzo
- 1998: Zapach nocy (L'Odore della notte) jako Maurizio Leggeri
- 2000: Almost Blue jako Sarrina
- 2003: Andata e ritorno jako Marco
- 2004: Namiętność (Non ti muovere) jako Manlio
- 2007: Medicina generale jako Alfredo Danzi
- 2009: Ja, oni i Lara (Io, loro e Lara) jako Luigi Mascolo
- 2012: Posti in piedi in paradiso jako Domenico Segato
- 2012: Gliniarze to dranie (ACAB – All Cops Are Bastards) jako Mazinga
- 2013: Cześć, tato (Buongiorno papà) jako Enzo
- 2014: Jak Bóg da (Se Dio Vuole) jako Tommaso
- 2014: Tutta colpa di Freud jako Francesco
- 2015: Loro chi? jako Marcello
- 2016: Dobrze się kłamie w miłym towarzystwie (Perfetti sconosciuti) jako Rocco